# Phyllogomphoides danieli
Phyllogomphoides danieli là loài chuồn chuồn trong họ Gomphidae. Loài này được González & Novelo mô tả khoa học đầu tiên năm 1990.